# 1966 FIFAワールドカップ・予選
1966 FIFAワールドカップ 地区予選は、開催国と前回優勝国を含めて74のナショナルチームがエントリーした。
本大会に出場できるのは16チームで、開催国のイングランドと前回優勝国のブラジルは予選を免除された。

## 出場枠
|               | 欧州 | 南米 | 北中米カリブ海 | アフリカ | アジア | 大洋州 | 開催国 | 前回優勝国 | 合計 |
| 本大会 出場枠 | 9    | 3    | 1              | 1        | 1      | 1      | 1      | 1          | 16   |

## 予選の方式
大陸連盟ごとにグループを組んで、限られた上位のチームが本大会へ出場できる。それぞれのグループの予選方法は以下の通りである。
ヨーロッパ予選
32チームが参加。1組3または4チームの編成で、全9組。各組1位チームが出場。
グループ1：ブルガリア、ベルギー、イスラエル
グループ2：西ドイツ、スウェーデン、キプロス
グループ3：フランス、ノルウェー、ユーゴスラビア、ルクセンブルク
グループ4：ポルトガル、チェコスロバキア、ルーマニア、トルコ
グループ5：スイス、北アイルランド、オランダ、アルバニア
グループ6：ハンガリー、東ドイツ、オーストリア
グループ7：ソビエト、ウェールズ、ギリシャ、デンマーク
グループ8：イタリア、スコットランド、ポーランド、フィンランド
グループ9：スペイン、アイルランド、シリア（棄権）
南米予選
9チームが参加。1組3チームの3組に分かれ、各組1位の3チームが出場。
グループ1：ウルグアイ、ペルー、ベネズエラ
グループ2：チリ、エクアドル、コロンビア
グループ3：アルゼンチン、パラグアイ、ボリビア
北中米カリブ海予選
9チームが参加（グアテマラのエントリーは受理されなかった）。1次ラウンドは1組3チームの全3組に分かれ、各組1位の3チームが最終ラウンドに進出。3チームによる最終ラウンドの1位が出場。
1次ラウンド
グループ1：メキシコ、アメリカ、ホンジュラス
グループ2：ジャマイカ、オランダ領アンティル、キューバ
グループ3：コスタリカ、オランダ領ギアナ、トリニダード・トバゴ
最終ラウンド：メキシコ、ジャマイカ、コスタリカ
アフリカ・アジア・オセアニア予選
19チームが参加（コンゴとフィリピンのエントリーは受理されなかった）。アフリカ地区では、1次ラウンドで1組2または3チームの全6組に分かれ、各組1位の6チームが2次ラウンドに進出する。2次ラウンドは各組2チームの全3組で行われ、各組1位の3チームが3次ラウンドに進出。3次ラウンドは3チーム総当りで、1位が最終予選に進出。アジア地区とオセアニア地区では1次ラウンドが合同で組まれて、4チーム総当りで、1位が最終予選に進出。そして最終ラウンドはアフリカ地区1位とアジア・オセアニア地区1位の2試合が組まれ、勝者が出場する。
しかし、割り当てられた出場枠への不満からアフリカ諸国はFIFAに抗議するも却下された。そのため、エントリーしていたアフリカサッカー連盟の全15チームが辞退した。また、韓国も予選を辞退し、南アフリカ（アパルトヘイトによりアフリカサッカー連盟から追放されたため、アジア・オセアニア予選にエントリーした。）はFIFAにより失格となった。日本は代表チームが本予選に出場した場合、当時の五輪のアマチュア規定に抵触するので2年後のメキシコシティ五輪に選手が出場できなくなるため、元からエントリーしなかった。
結局、この3地区で予選に参加したのは北朝鮮とオーストラリアだけで、この2チームで最終予選が行われた。

## 出場国
ヨーロッパ
- イングランド(開催国・5大会連続5度目)
- イタリア(2大会連続6度目)
- スイス(2大会連続6度目)
- 西ドイツ(4大会連続6度目、旧ドイツ時代を含む)
- ハンガリー(4大会連続6度目)
- フランス(2大会ぶり6度目)
- スペイン(2大会連続4度目)
- ソビエト連邦(3大会連続3度目)
- ブルガリア(2大会連続2度目)
- ポルトガル(初出場)

南米
- ブラジル(前回優勝国・8大会連続8度目)
- アルゼンチン(3大会連続5度目)
- ウルグアイ(2大会連続5度目)
- チリ(前回3位・2大会連続4度目)

北中米カリブ海
- メキシコ(5大会連続6度目)

アジア・アフリカ・オセアニア
- 朝鮮民主主義人民共和国(初出場)